# 存華
宗室存華（穆麟德轉寫：Uksun Tsʽunhūwa；1783年7月6日—1853年2月24日，乾隆四十八年六月初七日戌時－咸豐三年正月十七日丑時），字號不詳。清朝鑲白旗宗室第三族奕字輩，宗室祥璧佐領下人。清朝政治人物、繙譯進士。

## 生平
嘉慶七年（1802年）壬戌科繙譯鄉試繙譯舉人。
嘉慶八年（1803年）二月，授七品筆帖式。三月中式癸亥科繙譯進士。六月，補授禮部主事。九月，因胞叔宗室春惠是禮部員外郎，依照旗人例迴避候缺。
九年（1804年）二月，改補宗人府主事。
十三年（1808年）八月，升補宗人府副理事官。
十四年（1809年）三月，升補戶部緞疋庫員外郎。十二月，因工部書吏王書常等捏造假印以冒領庫項，存華失察，遭吏部議處革職。
十八年（1813年）二月，降捐七品筆帖式，經帶領引見，奉旨：「存華准其降捐，以筆帖式用，欽此。」
十九年（1814年）九月，補授宗人府筆帖式。
二十一年（1816年）十一月，升授宗人府委署主事。
二十二年（1817年）十月，實授宗人府主事。
二十四年（1819年）六月，升授宗人府副理事官。
道光元年（1821年）六月，擢宗人府理事官。
二年（1822年）三月，補放張家口監督。
五年（1825年）十月十七日，授正白旗蒙古副都統；同月二十六日，奉旨派出在紫禁城進武職大臣陸班；二十九日，奉旨派充管理正白旗新舊營房事務大臣。
六年（1826年），彈壓考試漢教習。六月初三日，奉派管理右翼保定等五處事務大臣；六月初四日，調任察哈爾副都統。六月，已革佐領三音綽克圖指控員外郎慶廉侵吞賞借八旗生息銀兩，道光帝上諭；「前因調劑察哈爾八旗官兵加恩賞借銀兩生息，慶廉何得藉此婪贓入己，必應嚴切根究，著解任交和世泰會同新任副都統存華秉公嚴審。」七月，存華偕同察哈爾都統和世泰審訊為挾嫌誣陷，奏請將三音綽克圖從重遣戍伊犁，道光帝允准。八月，照例署理察哈爾都統印務。九月初十日，調山海關副都統。十一月，奏報：「為拏獲遣所逃回人犯夾帶私參，冒名進關，請旨敕部審辦，並將原拏之官兵註冊記名，量加鼓勵。」
七年（1827年）正月，遵旨議訂〈駐防閑散挑補綠營章程〉，偕同直隸總督那彥成奏請：「先儘該駐防同城挑補，如同城並無缺出，儘同標統轄之附近營汛挑取。其兵丁紅白事恩賞銀兩即照綠營例支領。又各營馬兵額缺較少，戰兵守兵亦准送挑，俱不得過本營十分之二，以示限制」，得旨議行。四月，奏報「查明所屬山海關等五處駐防用養兵馬緝拿私夾亟須調劑，開列一條、官馬應清通用籌以甦積疲；一條、緝私宜稍示勸懲以儆怠玩。」籌議〈調劑駐防章程〉二條：「一、請減河南等省駐防浮額馬匹，移增山海關，以肅軍政；一、請將緝獲私蔘無庸燒毀，全行咨送內務府，其充賞銀兩即於山海關支放八旗孤寡幼丁項下撥給。」下交相關機關議定施行。十二月，奏報查出自吉林經山海關撤回的官兵私帶幼孩出關，上諭：「吉林委協領色普青額等攜帶高孝等出關，應嚴行懲辦，高孝等著交刑部嚴訊。」
八年（1828年）三月，戶部來文通知，奉旨以山海關副都統兼署山海關監督事務。七月，奏報卸署事：「山海關監督恆謙丁憂，奉旨暫行兼署，現該監督孝滿回任，遵旨將關防並代徵銀兩均移交本任監督接管。」
九年（1829年）二月，奏請「借請稅課盈餘項下銀兩生息，以一半歸還原借款項，一半作為兵丁差費，及操演、獎賞、薪水、歲修等用」，得到允准。八月，恭遇道光帝展謁盛京祖陵，獲賞大緞一疋、大荷包一對、小荷包二對。十一月，以山海關所屬喜峰口防守尉一缺事務較繁，奏請於永平府、哈口二處防守尉當中揀選調補，如無堪當調用之員，仍選定正選、備選人員，咨送京旗引見、候旨升補。都如同請求實行。
十二年（1832年）四月初八日，調任寧夏副都統。九月二十四日，奉上諭「伊犁將軍員缺著將特依順保調補，所有寧夏將軍印務交存華署理，欽此。」閏九月初六日，以副都統署理寧夏將軍印務，接印任事。十月十三日，交還印務卸任。
十三年（1833年）以兵丁塋墳用地不敷埋葬，奏請將贍養孤寡一項土地賞給塋地，改將庫內年節積存及馬價生息歸款銀兩提出生息，將利息銀按比例歸還各款項，其餘作為贍養孤寡及幫差獎賞之用途。下交相關機關議准施行。
十五年（1835年）二月二十六日，上諭：「本年十月皇太后六旬萬壽聖誕，著和世泰來京同眾大臣等叩賀，所有寧夏將軍印務即交存華署理，欽此。」署理寧夏將軍。七月二十六日，接印任事。十二月十五日，卸事。
十六年（1836年）二月，上奏：「到任已滿三年，奏請進京。」
十八年（1838年）十月二十九日，遷鑲藍旗蒙古副都統。
十九年（1839年）以在寧夏副都統任內收受贓款，任憑協領富忠等人克扣兵餉，經前鋒伊克唐阿呈控，道光帝命刑部尚書隆文馳赴寧夏，會同寧夏將軍特依順、副都統恆通審訊證實，大學士穆彰阿等遵旨議擬存華之罪，擬定斬監候而覆奏。上諭：「存華係朕特加簡任，宜如何潔己奉公，督率僚屬。乃於署內營造，無論是否辦公之所，一律諭令協領等興修，致協領等借款墊辦，挪動庫項，藉詞接濟兵力，扣留歸款，並於月放兵餉及馬料尾零變價內按名攤扣；又違制接受生辰婚娶銀兩，辜恩負職，莫此為甚。存華著照議斬監候，並勒限一年追贓，如限內全完，即著請旨遣戍。」應追繳交回戶部之贓款為制錢八千餘串、銀一千一百餘兩，十二月由長子額騰依籌措制錢三千串上繳。
二十年（1840年）六月，遵旨完繳贓款，宗人府令多羅定郡王載銓奏：「已革副都統宗室存華應交贓款，自上年十一月起至本年六月全行完繳，尚在一年限內，應遵前奉諭旨，予以遣戍。」七月，發配黑龍江充當苦差。
二十五年（1845年）九月，接旨釋回，由戶部轉奏謝恩摺。
咸豐三年（1853年）正月十七日卒，年七十一歲。

## 家庭及關聯
- 六世祖：肅武親王豪格（1609年－1648年），清太宗文皇帝第一子，封和碩肅親王，授靖遠大將軍，革爵幽禁自盡；後追復肅親王，諡武，配饗太廟。
- 五世祖：顯懿親王富綬（1643年－1670年），豪格第四子，襲封和碩親王，改號為和碩顯親王，諡懿。
- 高祖父：顯密親王丹臻（1665年－1702年），富綬第四子，襲封和碩顯親王，諡密。
- 曾祖父：追封肅親王成信（1688年－1758年），丹臻第二子，封三等奉國將軍，官至頭等侍衛，追封和碩肅親王。
- 祖父：奉恩將軍永俊（1706年－1763年），成信第二子，襲封奉恩將軍。

- 父（承繼）：奉恩將軍春韶（1738年－1782年），永俊第三子，襲封奉恩將軍。
- 母（承繼）：張佳氏，一等侍衛額哲和之女。
- 父（本生）：宗室春魁（1751年－1817年），永俊第七子，閑散。
- 母（本生）：納喇氏，春魁繼室，彤順之女。

- 存華排行第二，有一兄五弟：
  - 萬華（1772年－1817年），官三等侍衛、佐領。
  - 榮華（1788年－1808年），閑散。
  - 祥齡（1793年－？年），過繼予族叔順慶為嗣，閑散。
  - 芝華（1794年－1873年），閑散。
  - 蔚華（1796年－1853年），閑散。
  - 敖華（1799年－1814年），早卒。

### 妻妾
- 正室：珠爾格特氏，主事觀林之女。
- 無側室。

### 子女
有四子。
- 長子：宗室額騰依（1807年－1863年），官三等侍衛、侍衛班長。
- 次子：宗室額勒赫（1809年－1889年），過繼予胞叔榮華為嗣。
- 三子：宗室額勒錦（1812年－1840年），閑散，無嗣。
- 四子：宗室額祿肯（1817年－1881年），官至二品頂戴頭等侍衛、續辦事章京。

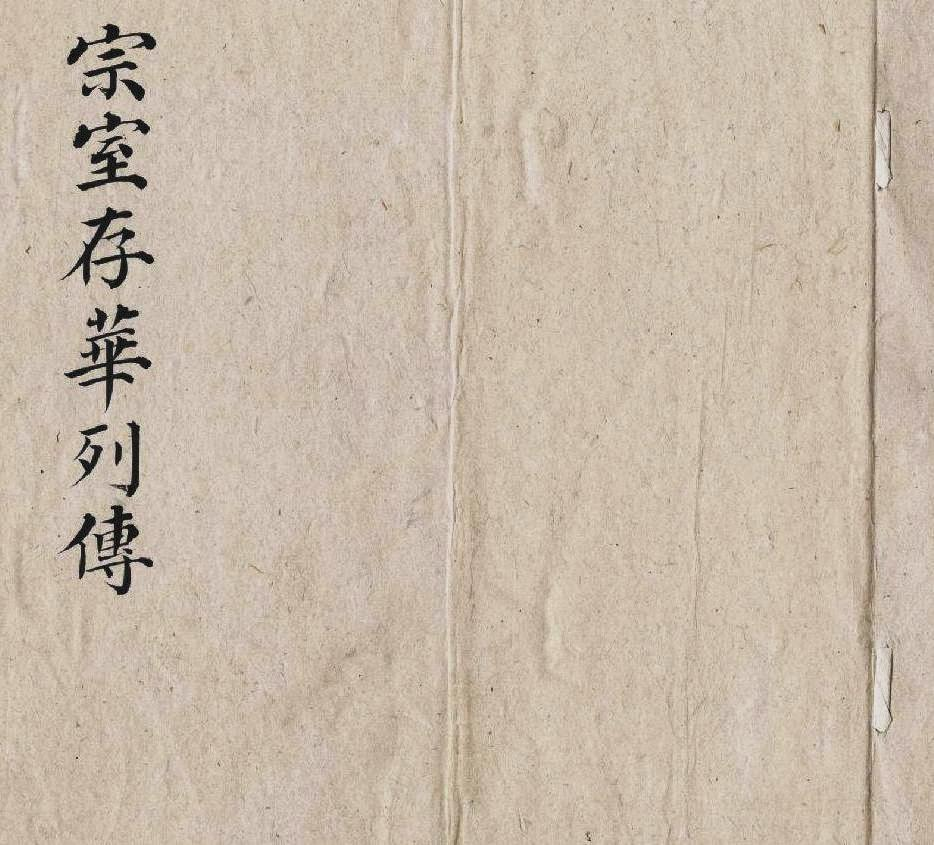
國史館存華傳稿